# 臺中市議會
24°09′30″N 120°38′40″E / 24.1582957°N 120.6444682°E
臺中市議會是中華民國臺中市的最高立法機關，位於臺中市西屯區。目前第四屆市議會於2022日12月25日就職，議長為中國國民黨籍的張清照，副議長為中國國民黨籍的顏莉敏。

## 歷史

### 大事紀

#### 日治時期
日治時期1920年台灣總督府改變地方制度，依相關地方律法台中州成立州協議會，轄下台中市成立市協議會、各街庄成立街庄協議會；全為官派，各地方首長為當然議長，屬被諮詢職務，任期2年。1935年州（市）協議會改為半官派半民選（有限制性）的州（市）會，11月22日舉行第一屆市會及街庄協議會員選舉，隔年11月舉行州議員選舉，1939年11月舉行第2屆選舉。

#### 民國時期
1945年12月26日中華民國政府接收日本台灣總督府轄區，臺灣省行政長官公署公布《臺灣省各級民意機關成立方案》，並且根據國民政府公布的《市參議會組織條例》及《參議員選舉條例》，於1946年4月8日成立臺中縣（市）參議會（任期4年6個月）。
臺中市 (省轄市)
- 1950年4月22日，中華民國政府於台灣實施地方自治；10月16日臺中市成立省轄市級的市議會，任期二年（實際為二年三個月）。
- 1955年1月16日，第三屆市議會任期二年（實際任期三年一個月，其後兩屆任期皆為三年）。
- 1964年2月21日，第六屆市議會任期改為四年。
- 1967年2月21日，第七屆市議會任期改為五年兩個月。
- 1973年5月1日，第八屆市議會任期再變成五年八個月。
- 1977年10月，設立台中市議會會史館，首開台灣各縣市議會設置會史館之創舉。
- 1978年12月30日，第九屆市議會，任期縮為四年二個月，其後各屆任期皆為四年。
- 2002年3月1日，第十五屆市議會首次產生「平地原住民選區」市議員。

臺中縣
- 1946年4月，臺中縣參議會在臺中縣政府（台中州廳）大禮堂成立，但開會都在臺中縣政府（9月移往今彰化員林國小址）禮堂開會。
- 1951年1月21日，選出首屆臺中縣議員。2月14日，在縣政府大禮堂（移往豐原）舉行成立大會。

臺中市 (直轄市)
- 2010年11月27日，選出首屆直轄市議員共63席。12月25日，首屆直轄市議會於豐原區第二辦公大樓宣誓成立。
- 2012年12月24日，遷入位於台中市七期重劃區的議政大樓
- 2013年7月13日，因蘇力颱風導致整棟大樓內部空間大量滲水，六樓副議長接待室的天花板更是不堪積水重量而崩落[參⁠ 3]；市府建設局勘驗後說明是頂樓空中花園排水系統出問題惹的禍[參⁠ 4]。7月之後，臺中市交通事件裁決處、原民會陸續遷入閒置中的原臺中市議會第二辦公大樓，成為合署辦公大樓；未來都發局亦計畫也遷入此處[參⁠ 5]。

### 會址搬遷
臺中縣議會

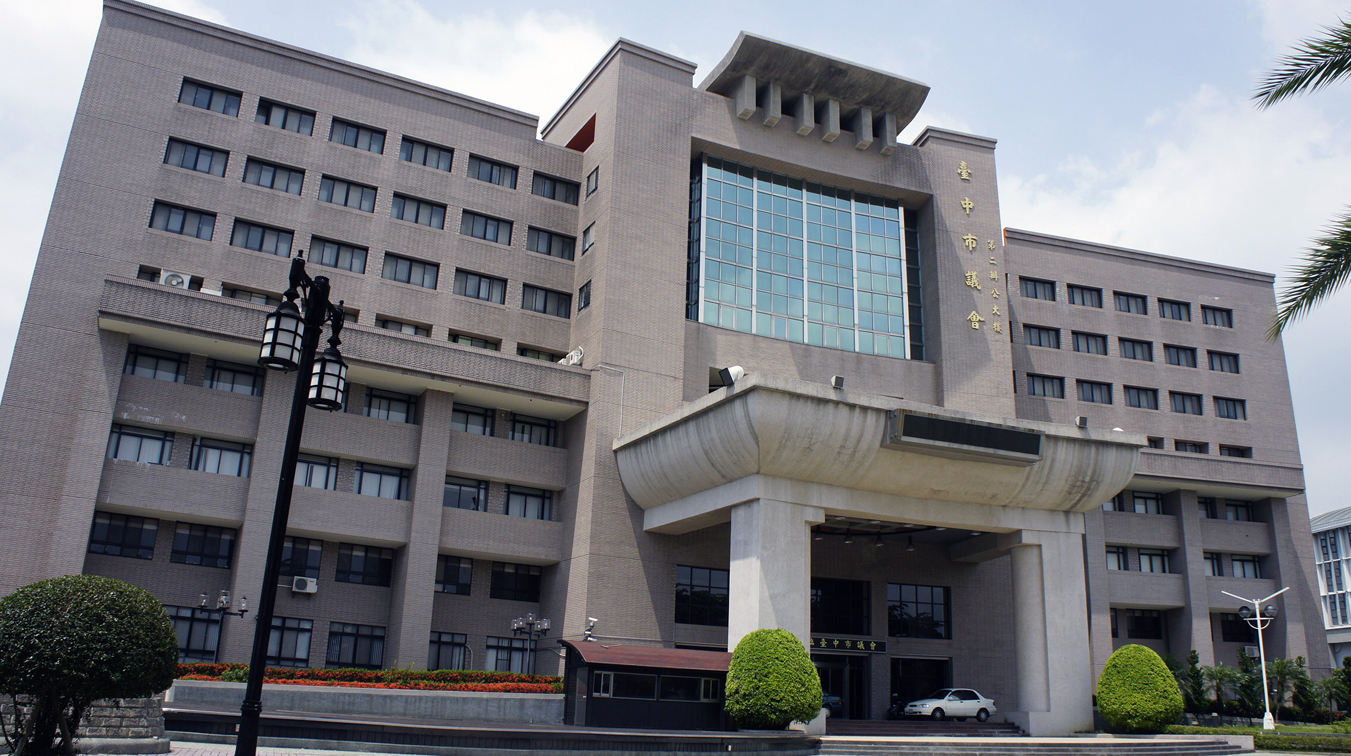
1990年代完工的臺中縣議會（今臺中市議會第二辦公大樓）

- 1946年4月14日，成立於臺中縣農會食糧部（今臺中市自由路1段4號）辦公。
- 1946年5月7日，遷往豐榮水利組合舊址（今臺中市民生路）辦公。
- 1946年6月12日，遷往臺中縣大屯區署（原大屯郡役所）辦公。
- 1954年8月24日，才由臺中市 (省轄市)，遷回當時的中縣豐原鎮中山堂（原震災教化會館）辦公以及開會。
- 1960年10月11日，新建大廈於豐原中正路。
- 1990年代，再遷入豐原圓環南路70號（台中縣市合併後，臺中縣議會大樓更名為「臺中市議會第二辦公大樓」，直轄市議會成立之初於此處開會）

臺中市（省轄市）議會

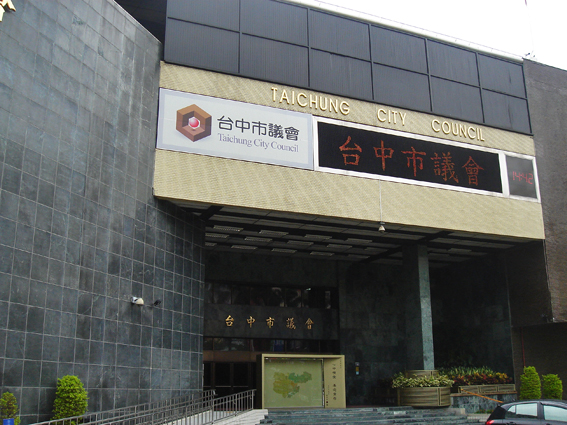
1972年完工的臺中市議會（今臺中市政府交通局）

- 第一代：臺中市市府路與民族路口（今三信商業銀行總部）
- 第二代：臺中市自由路與民族路口
- 第三代：1940年10月16日，議會成立之初借用台中州廳辦公[參⁠ 6]。
- 第四代：1957年10月，於台中市役所旁興建新會址-臺中市議會中正堂（今台灣銀行中台中分行）辦公。
- 第五代：1960年代末，暫於民權路上（三民路與中華路之間路段）的大樓辦公[參⁠ 7]。
- 第六代：1972年10月30日再度搬遷至民權路、三民路口（現為臺中市政府交通局局本部，日治時期此地為「台中知事官邸」，並曾供「台中俱樂部」使用）辦公。

臺中市（直轄市）議會

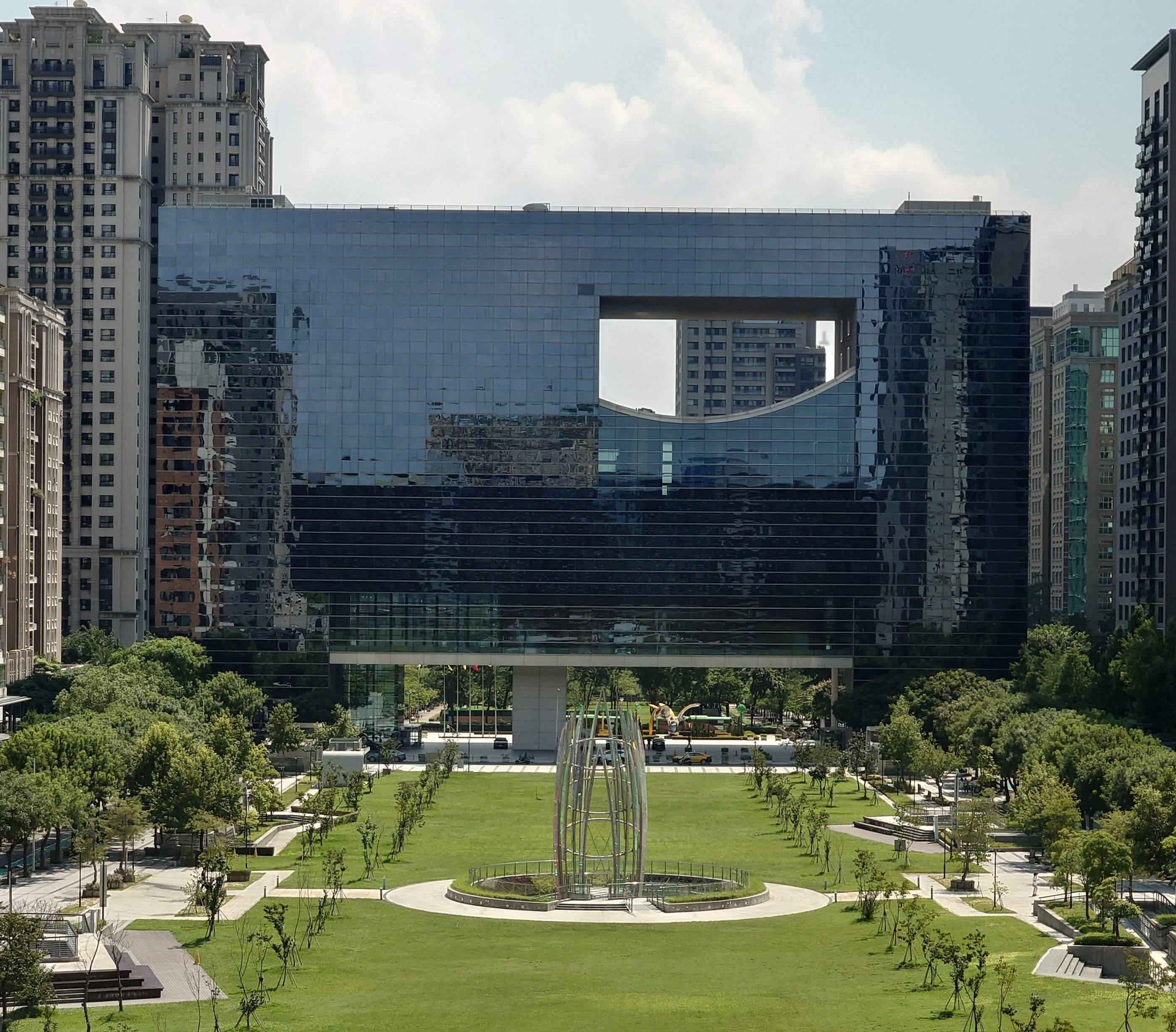
議政大樓背面與臺中市政公園

- 第一代：2010年12月25日，首屆直轄市議會於豐原區「臺中市議會第二辦公大樓」成立辦公。
- 現址：2012年12月24日，遷入西屯區七期重劃區之「臺中市議會議政大樓」，該大樓耗資約27億新台幣[參⁠ 8]。

## 編制

### 行政單位
臺中市議會設置秘書長、副秘書長各一員，下設6室3組。
- 祕書室
- 行政室
- 法規研究室
- 資訊室
- 人事室
- 會計室
- 議事組
- 總務組
- 公共關係組

### 議會編制
常設委員會
分為民政、財政經濟、教育文化、交通地政、警政環衛、工務建設及法規七個委員會。各委員會設召集人一員，副召集人兩員。
- 民政委員會：審查當期會務及市政府秘書處、民政局、社會局、勞工局、法制局、原住民事務委員會、客家事務委員會、研究發展考核委員會、政風處、人事處、各區公所等，與其所屬單位相關事項議題。
- 財政經濟委員會：審查市政府財政局、地方稅務局、經濟發展局、農業局、數位發展局、主計處等，與其所屬單位相關事項議題。
- 教育文化委員會：審查市政府教育局、文化局、運動局、新聞局等，與其所屬單位相關事項議題。
- 交通地政委員會：審查市政府交通局、地政局、觀光旅遊局、捷運工程局等，與其所屬單位相關事項議題。
- 警政環衛委員會：審查警察局、消防局、衛生局、環境保護局等，與其所屬單位相關事項議題。
- 都發建設水利委員會：審查都市發展局、建設局、水利局等，與其所屬單位相關事項議題。
- 法規委員會：審查市法規等有關事項。

其他
- 程序委員會：該會召集人由議長擔任。
- 紀律委員會：該會召集人由副議長擔任。

## 選區劃分
| 臺中市選區劃分                                                             |
| 1 5 6 16 山地原住民 3 7 9 13 8 15 平地原住民 4 2 14 10 17 山地原住民 12 11 |

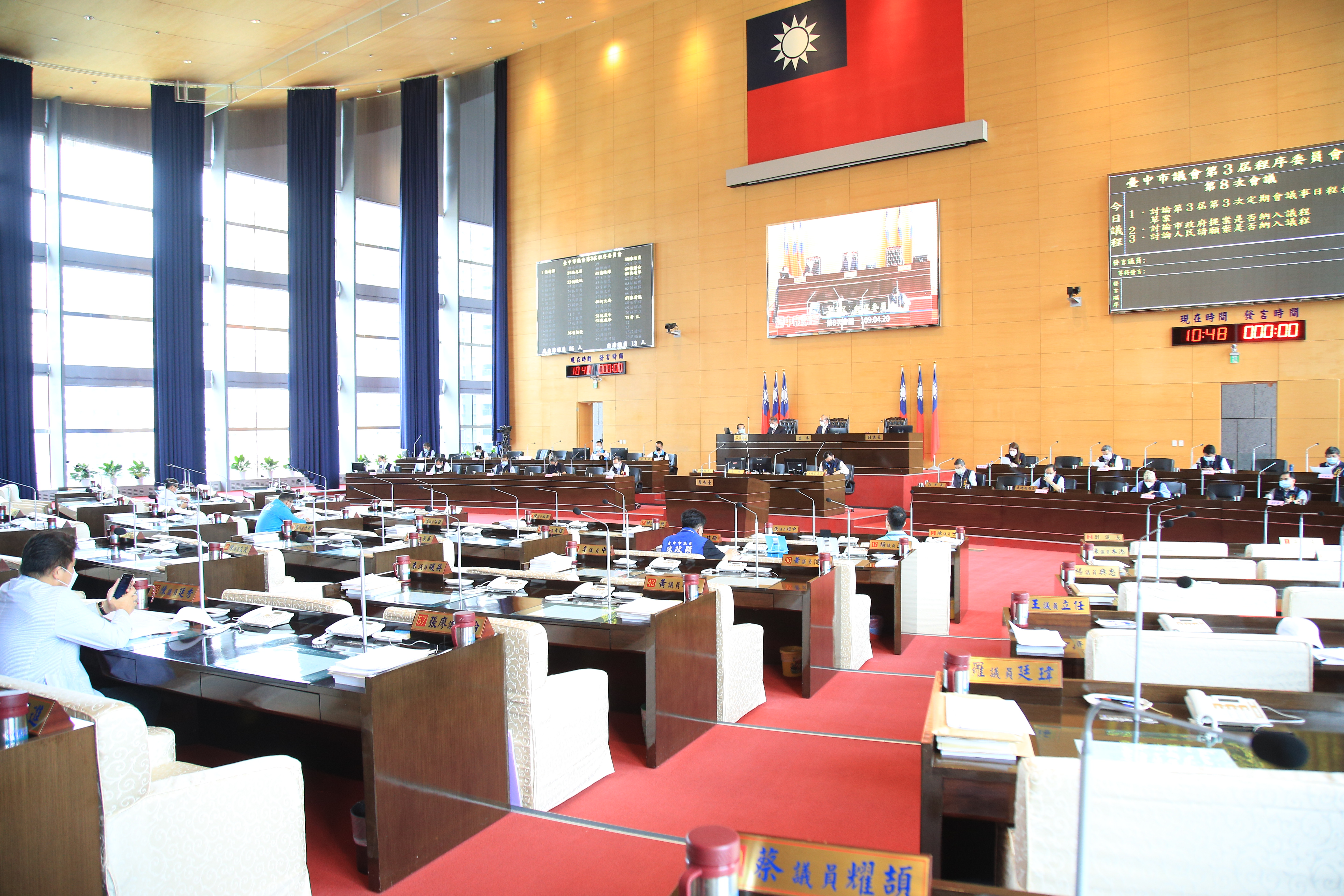
臺中市議會議場

台中市議員議員有65席，分布於17個選區，席次分
- 第一選舉區：3席（大甲區、大安區、外埔區）
- 第二選舉區：5席（清水區、沙鹿區、梧棲區）
- 第三選舉區：5席（龍井區、大肚區、烏日區）
- 第四選舉區：5席（豐原區、后里區）
- 第五選舉區：6席（潭子區、大雅區、神岡區）
- 第六選舉區：5席（西屯區）
- 第七選舉區：4席（南屯區）
- 第八選舉區：6席（北屯區）
- 第九選舉區：3席（北區）
- 第十選舉區：3席（中區、西區）
- 第十一選舉區：5席（東區、南區）
- 第十二選舉區：4席（太平區）
- 第十三選舉區：6席（大里區、霧峰區）
- 第十四選舉區：2席（東勢區、石岡區、新社區、和平區）
- 第十五選舉區：1席（平地原住民選區，全市）
- 第十六選舉區：1席（山地原住民選區，豐原區、后里區、神岡區、潭子區、大雅區、石岡區、東勢區、新社區、和平區、大甲區、大安區、外埔區、清水區）
- 第十七選舉區：1席（山地原住民選區，中區、東區、南區、西區、北區、北屯區、西屯區、南屯區、太平區、大里區、霧峰區、烏日區、大肚區、龍井區、沙鹿區、梧棲區）

## 歷屆正副議長
| | |
| - 臺中縣參議會：羅萬→蔡先（補） - 臺中縣議會 第一、二屆：李晨鐘 第三屆：邱秀松 第四屆：王地 第五、六屆：王子癸 第七屆：蔡江寅 第八、九屆：謝毓河 第十、十一屆：黃正義 第十二、十三屆：林敏霖 第十四屆：顏清標 第十五、十六屆：張清堂 | - 臺中市參議會：黃朝清→林金標（補） - 臺中市議會（省轄市） 第一屆：徐灶生 第二屆：徐灶生→邱欽洲（補） 第三屆：張啓仲 第四屆：邱欽洲→劉火旺（補） 第五屆：蔡志昌 第六、七、八屆：劉火旺 第九屆：陳慶星 第十、十一、十二屆：林仁德 第十三屆：郭晏生 第十四屆：張廖貴專 第十五、十六屆：張宏年 |

- 臺中市議會（直轄市）

| 屆別   | 任期           | 任期           | 議長   | 議長       | 副議長 | 副議長     | 備註 |
| 屆別   | 就任日期       | 卸任日期       | 姓名   | 黨籍       | 姓名   | 黨籍       | 備註 |
| ------ | -------------- | -------------- | ------ | ---------- | ------ | ---------- | ---- |
| 第一屆 | 2010年12月25日 | 2012年12月17日 | 張清堂 | 無黨籍     | 林士昌 | 中國國民黨 |      |
| 第一屆 | 2012年12月17日 | 2014年12月25日 | 林士昌 | 中國國民黨 | 張宏年 | 中國國民黨 | 補選 |
| 第二屆 | 2014年12月25日 | 2018年12月25日 | 林士昌 | 中國國民黨 | 張清照 | 中國國民黨 |      |
| 第三屆 | 2018年12月25日 | 2022年12月25日 | 張清照 | 中國國民黨 | 顏莉敏 | 中國國民黨 |      |
| 第四屆 | 2022年12月25日 |                | 張清照 | 中國國民黨 | 顏莉敏 | 中國國民黨 |      |

## 歷屆議員席次
- 第一屆臺中市議員：本屆議員於2010年11月27日的直轄市議員選舉選出，共計63席，計：國民黨27席、民進黨24席、親民黨1席、台聯1席、無黨籍10席[參⁠ 9]。任期為2010年12月25日－2014年12月24日。
- 第二屆臺中市議員：本屆議員於2014年11月29日的地方公職人員選舉選出，共計63席，最後空缺4席，計：國民黨26席[註⁠ 1]、民進黨26席[註⁠ 2]、親民黨2席[參⁠ 10]、無黨籍5席[註⁠ 3]。任期為2014年12月25日－2018年12月24日。
- 第三屆臺中市議員：本屆議員於2018年11月24日的地方公職人員選舉選出，共計65席，目前計：國民黨32席、民進黨26席[註⁠ 4]、親民黨1席、無黨籍6席。任期為2018年12月25日－2022年12月24日。
- 第四屆臺中市議員（現任）：本屆議員於2022年11月26日的地方公職人員選舉選出，共計65席，目前計：國民黨32席、民進黨24席、台灣民眾黨2席、無黨籍5席[註⁠ 5]，任期為2022年12月25日－2026年12月24日。

## 政黨席次

### 各黨團議員席次
| 政黨           | 政黨           | 議會黨團幹部                                              | 加入黨團議員 | 席次 |
| -------------- | -------------- | --------------------------------------------------------- | ------------ | ---- |
| 中國國民黨黨團 | 中國國民黨黨團 |                                                           |              | 32   |
|                | 中國國民黨     | 書記長：黃馨慧                                            | 該黨黨籍議員 | 32   |
| 民主進步黨黨團 | 民主進步黨黨團 | 總召：何文海 副總召：蕭隆澤 幹事長：蔡耀頡 書記長：張芬郁 |              | 24   |
|                | 民主進步黨     | 總召：何文海 副總召：蕭隆澤 幹事長：蔡耀頡 書記長：張芬郁 | 該黨黨籍議員 | 24   |
|                | 臺灣民眾黨     | 陳清龍、江和樹                                            |              | 2    |
|                | 無黨籍         | 陳廷秀、林昊佑、林孟令、徐瑄澧、吳佩芸                    |              | 5    |
| 總席次         | 總席次         |                                                           |              | 63   |

政黨席次變化
| 政黨         | 第一屆 | 第一屆 | 第二屆 | 第二屆 | 第三屆 | 第三屆 | 第四屆 | 第四屆 |  |
| 政黨         | 最初   | 最末   | 最初   | 最末   | 最初   | 最末   | 最初   | 最末   |  |
| ------------ | ------ | ------ | ------ | ------ | ------ | ------ | ------ | ------ |  |
| 中國國民黨   | 27     | 28     | 29     | 26     | 32     | 32     | 32     | 32     |  |
| 民主進步黨   | 25     | 24     | 27     | 26     | 25     | 26     | 24     | 24     |  |
| 親民黨       | 2      | 2      | 2      | 2      | 1      | 1      | 0      | 0      |  |
| 台灣團結聯盟 | 1      | 1      | 0      | 0      | 0      | 0      | 0      | 0      |  |
| 時代力量     | 0      | 0      | 0      | 0      | 0      | 0      | 1      | 0      |  |
| 臺灣民眾黨   | 0      | 0      | 0      | 0      | 0      | 0      | 1      | 2      |  |
| 無黨籍       | 8      | 7      | 5      | 5      | 7      | 6      | 7      | 5      |  |
| 總計         | 63     | 62     | 63     | 59     | 65     | 65     | 65     | 63     |  |

## 姐妹會
- 日本神戶市議會：1985年6月24日締結。
- 日本九州熊本縣議會：1988年4月13日締結。

## 審查委員會
| 委員會名稱                  | 委員會成員 (召集人以紅色粗體字表示) (副召集人以黑色粗體字表示)                                                                        | 受監督機關 |
| --------------------------- | --- | --- |
| 民政委員會 （10人）         | 中國國民黨：張瀞分、李文傑、吳呈賢、林霈涵、張廖乃綸、古秀英 · 民主進步黨：謝志忠、施志昌、陳俞融、陳雅惠                             | 議會本會 |
| 民政委員會 （10人）         | 中國國民黨：張瀞分、李文傑、吳呈賢、林霈涵、張廖乃綸、古秀英 · 民主進步黨：謝志忠、施志昌、陳俞融、陳雅惠                             | 市府秘書處 |
| 民政委員會 （10人）         | 中國國民黨：張瀞分、李文傑、吳呈賢、林霈涵、張廖乃綸、古秀英 · 民主進步黨：謝志忠、施志昌、陳俞融、陳雅惠                             | 民政局 |
| 民政委員會 （10人）         | 中國國民黨：張瀞分、李文傑、吳呈賢、林霈涵、張廖乃綸、古秀英 · 民主進步黨：謝志忠、施志昌、陳俞融、陳雅惠                             | 社會局 |
| 民政委員會 （10人）         | 中國國民黨：張瀞分、李文傑、吳呈賢、林霈涵、張廖乃綸、古秀英 · 民主進步黨：謝志忠、施志昌、陳俞融、陳雅惠                             | 勞工局 |
| 民政委員會 （10人）         | 中國國民黨：張瀞分、李文傑、吳呈賢、林霈涵、張廖乃綸、古秀英 · 民主進步黨：謝志忠、施志昌、陳俞融、陳雅惠                             | 法制局 |
| 民政委員會 （10人）         | 中國國民黨：張瀞分、李文傑、吳呈賢、林霈涵、張廖乃綸、古秀英 · 民主進步黨：謝志忠、施志昌、陳俞融、陳雅惠                             | 人事處 |
| 民政委員會 （10人）         | 中國國民黨：張瀞分、李文傑、吳呈賢、林霈涵、張廖乃綸、古秀英 · 民主進步黨：謝志忠、施志昌、陳俞融、陳雅惠                             | 政風處 |
| 民政委員會 （10人）         | 中國國民黨：張瀞分、李文傑、吳呈賢、林霈涵、張廖乃綸、古秀英 · 民主進步黨：謝志忠、施志昌、陳俞融、陳雅惠                             | 客家事務委員會 |
| 民政委員會 （10人）         | 中國國民黨：張瀞分、李文傑、吳呈賢、林霈涵、張廖乃綸、古秀英 · 民主進步黨：謝志忠、施志昌、陳俞融、陳雅惠                             | 原住民事務委員會 |
| 民政委員會 （10人）         | 中國國民黨：張瀞分、李文傑、吳呈賢、林霈涵、張廖乃綸、古秀英 · 民主進步黨：謝志忠、施志昌、陳俞融、陳雅惠                             | 研究發展考核委員會 |
| 民政委員會 （10人）         | 中國國民黨：張瀞分、李文傑、吳呈賢、林霈涵、張廖乃綸、古秀英 · 民主進步黨：謝志忠、施志昌、陳俞融、陳雅惠                             | 各區公所 |
| 財政經濟委員會 （10人）     | 中國國民黨：陳本添、吳振嘉、楊啓邦、吳瓊華、羅永珍、朱元宏 · 民主進步黨：張芬郁、鄭功進、蔡耀頡、蔡成圭                               | 財政局 |
| 財政經濟委員會 （10人）     | 中國國民黨：陳本添、吳振嘉、楊啓邦、吳瓊華、羅永珍、朱元宏 · 民主進步黨：張芬郁、鄭功進、蔡耀頡、蔡成圭                               | 農業局 |
| 財政經濟委員會 （10人）     | 中國國民黨：陳本添、吳振嘉、楊啓邦、吳瓊華、羅永珍、朱元宏 · 民主進步黨：張芬郁、鄭功進、蔡耀頡、蔡成圭                               | 經濟發展局 |
| 財政經濟委員會 （10人）     | 中國國民黨：陳本添、吳振嘉、楊啓邦、吳瓊華、羅永珍、朱元宏 · 民主進步黨：張芬郁、鄭功進、蔡耀頡、蔡成圭                               | 地方稅務局 |
| 財政經濟委員會 （10人）     | 中國國民黨：陳本添、吳振嘉、楊啓邦、吳瓊華、羅永珍、朱元宏 · 民主進步黨：張芬郁、鄭功進、蔡耀頡、蔡成圭                               | 數位治理局 |
| 財政經濟委員會 （10人）     | 中國國民黨：陳本添、吳振嘉、楊啓邦、吳瓊華、羅永珍、朱元宏 · 民主進步黨：張芬郁、鄭功進、蔡耀頡、蔡成圭                               | 主計處 |
| 教育文化委員會 （10人）     | 中國國民黨：林碧秀、賴順仁、陳文政、李中 · 民主進步黨：張家銨、王立任、周永鴻、江肇國 · 無黨籍：徐瑄灃、林孟令                        | 教育局 |
| 教育文化委員會 （10人）     | 中國國民黨：林碧秀、賴順仁、陳文政、李中 · 民主進步黨：張家銨、王立任、周永鴻、江肇國 · 無黨籍：徐瑄灃、林孟令                        | 文化局 |
| 教育文化委員會 （10人）     | 中國國民黨：林碧秀、賴順仁、陳文政、李中 · 民主進步黨：張家銨、王立任、周永鴻、江肇國 · 無黨籍：徐瑄灃、林孟令                        | 新聞局 |
| 教育文化委員會 （10人）     | 中國國民黨：林碧秀、賴順仁、陳文政、李中 · 民主進步黨：張家銨、王立任、周永鴻、江肇國 · 無黨籍：徐瑄灃、林孟令                        | 運動局 |
| 交通地政委員會 （9人）      | 中國國民黨：陳政顯、劉士州、沈佑蓮、楊大鋐 · 民主進步黨：陳淑華、黃守達、何文海、謝家宜 · 臺灣民眾黨：陳清龍                          | 交通局 |
| 交通地政委員會 （9人）      | 中國國民黨：陳政顯、劉士州、沈佑蓮、楊大鋐 · 民主進步黨：陳淑華、黃守達、何文海、謝家宜 · 臺灣民眾黨：陳清龍                          | 地政局 |
| 交通地政委員會 （9人）      | 中國國民黨：陳政顯、劉士州、沈佑蓮、楊大鋐 · 民主進步黨：陳淑華、黃守達、何文海、謝家宜 · 臺灣民眾黨：陳清龍                          | 觀光旅遊局 |
| 警消衛環委員會 （10人）     | 中國國民黨：陳成添、賴義鍠、邱愛珊、張彥彤 · 民主進步黨：蕭隆澤、李天生、林德宇、曾威 · 無黨籍：陳廷秀、吳佩芸                        | 警察局 |
| 警消衛環委員會 （10人）     | 中國國民黨：陳成添、賴義鍠、邱愛珊、張彥彤 · 民主進步黨：蕭隆澤、李天生、林德宇、曾威 · 無黨籍：陳廷秀、吳佩芸                        | 消防局 |
| 警消衛環委員會 （10人）     | 中國國民黨：陳成添、賴義鍠、邱愛珊、張彥彤 · 民主進步黨：蕭隆澤、李天生、林德宇、曾威 · 無黨籍：陳廷秀、吳佩芸                        | 衛生局 |
| 警消衛環委員會 （10人）     | 中國國民黨：陳成添、賴義鍠、邱愛珊、張彥彤 · 民主進步黨：蕭隆澤、李天生、林德宇、曾威 · 無黨籍：陳廷秀、吳佩芸                        | 環境保護局 |
| 都發建設水利委員會 （11人） | 中國國民黨：朱暖英、賴朝國、黃馨慧、蘇柏興、黃佳恬 · 民主進步黨：楊典忠、林祈烽、曾朝榮、張玉嬿 · 臺灣民眾黨：江和樹 · 無黨籍：林昊佑 | 都市發展局 |
| 都發建設水利委員會 （11人） | 中國國民黨：朱暖英、賴朝國、黃馨慧、蘇柏興、黃佳恬 · 民主進步黨：楊典忠、林祈烽、曾朝榮、張玉嬿 · 臺灣民眾黨：江和樹 · 無黨籍：林昊佑 | 建設局 |
| 都發建設水利委員會 （11人） | 中國國民黨：朱暖英、賴朝國、黃馨慧、蘇柏興、黃佳恬 · 民主進步黨：楊典忠、林祈烽、曾朝榮、張玉嬿 · 臺灣民眾黨：江和樹 · 無黨籍：林昊佑 | 水利局 |
| 法規委員會 （10人）         | 中國國民黨：李中、黃馨慧、沈佑蓮、吳振嘉 · 民主進步黨：江肇國、陳俞融、周永鴻、曾威 · 臺灣民眾黨：陳清龍 · 無黨籍：徐瑄灃             | 中國國民黨：李中、黃馨慧、沈佑蓮、吳振嘉 · 民主進步黨：江肇國、陳俞融、周永鴻、曾威 · 臺灣民眾黨：陳清龍 · 無黨籍：徐瑄灃        |
| 紀律委員會 （6人）          | 中國國民黨：顏莉敏、張廖乃綸、張彥彤 · 民主進步黨：何文海、鄭功進 · 無黨籍：林昊佑                                                    | 中國國民黨：顏莉敏、張廖乃綸、張彥彤 · 民主進步黨：何文海、鄭功進 · 無黨籍：林昊佑                                               |
| 程序委員會 （12人）         | 中國國民黨：張清照、張瀞分、陳本添、陳文政、賴義鍠、朱暖英、朱元宏 · 民主進步黨：陳雅惠、江肇國、林祈烽、黃守達 · 無黨籍：陳廷秀      | 中國國民黨：張清照、張瀞分、陳本添、陳文政、賴義鍠、朱暖英、朱元宏 · 民主進步黨：陳雅惠、江肇國、林祈烽、黃守達 · 無黨籍：陳廷秀 |

## 備註
1. ↑  原無黨籍市議員賴義鍠，於2015年7月17日加入中國國民黨、國民黨籍市議員林榮進2016年1月6日當選無效、國民黨籍市議員楊永昌2016年2月3日當選無效、國民黨籍市議員林汝洲2016年6月22日當選無效。無黨籍吳顯森、陳成添加入超黨派聯盟
2. ↑  原民進黨籍市議員黃國書於2015年2月16日轉任第八屆立法委員，張廖萬堅於2016年2月1日轉任第九屆立法委員、2016年6月22日劉淑蘭遞補林汝洲空缺
3. ↑  原無黨籍市議員黃錫嘉於2015年9月18日任內病逝、2016年1月26日無黨籍朱元宏遞補林榮進空缺、2016年3月2日無黨籍林素真遞補楊永昌空缺、無黨籍市議員林素真2017年2月21日當選無效
4. ↑  無黨籍市議員尤碧鈴，由民進黨籍王立任遞補
5. ↑  吳佩芸退出時代力量現為無黨籍，無黨籍市議員古秀英、朱元宏加入中國國民黨。
6. ↑   註:

## 相關
- 臺中市
- 第一屆臺中市議員列表
- 第二屆臺中市議員列表
- 第三屆臺中市議員列表
- 第四屆臺中市議員列表

## 外部連結
- 臺中市議會 （页面存档备份，存于）（繁體中文）
- YouTube上的臺中市議會頻道

1. ↑  自由時報電子報. . 自由時報電子報. 2023-01-09  [2023-01-10]. （原始内容存档于2023-05-01） （中文（臺灣））.